# Rick Santorum
Richard John (elterjedt becenevén Rick) Santorum (Winchester, Virginia, 1958. május 10. –) amerikai republikánus politikus, volt pennsylvaniai szenátor, a 2012-es elnökválasztáson a jelöltségért versengő politikusok egyike.

## Élete
Rick Santorum 1958. május 10-én született a virginiai Winchesterben. Apja, Aldo Santorum, olaszországi bevándorló volt, foglalkozására nézve pszichológus. Anyja, Kay Santorum, ápolónő. Mindkét szülő családja az észak-olaszországi Riva del Garda városkából származik, és Santorum maga is beszél olaszul. Egy nővére és egy öccse van. A család katolikus vallású.
Santorum Pittsburgh környékén nőtt föl. 1980-ban politikatudományi végzettséget szerzett a Pennsylvaniai Állami Egyetemen, egy évvel később pedig a Pittsburghi Egyetemen MBA fokozatot nyert el. Ezután különböző republikánus politikusok stábjában dolgozott, miközben jogot tanult a Pennsylvaniai Állami Egyetem Dickinson Jogi Iskolájában, ahol 1986-ban végzett.
Ezután a Kirkpatrick & Lockhart jogi irodában helyezkedett el. Itt ismerte meg későbbi feleségét, Karen Garver Santorumot, akivel 1990-ben házasodott össze. Nyolc gyermekük született: Elizabeth Anne (1991), Richard John (1993), Daniel James (1995), Gabriel Michael (1996), Sarah Maria (1998), Peter Kenneth (1999), Patrick Francis (2001) és Isabella Maria (2008). A súlyosan korszülött Gabriel Michael mindössze két órát élt, Isabella Maria pedig egy ritka genetikai rendellenességben szenved.
Santorumot 1990-ben képviselővé választották, 1994-ben pedig szenátor lett. 2000-ben újraválasztották, de a 2006-os választáson súlyos vereséget szenvedett. Ezután négy évig jogászként dolgozott, a Fox News tévécsatorna politikai kommentátora volt, és a The Ethics and Public Policy Center nevű konzervatív politikai központnál tevékenykedett. 2011-ben bejelentette, hogy indulni kíván a 2012-es elnökválasztáson.

## Politikai pályafutása
Santorum politikai pályafutása 1990-ben indult, amikor általános meglepetésre elnyerte a Pittsburgh környékén elterülő pennsylvaniai 18. választókörzet képviselőházi mandátumát a demokrata Doug Walgrennel szemben, aki akkor már 14 éve volt kongresszusi képviselő. 1994-ben, mindössze 36 évesen szenátorrá választották. Hat évvel később újraválasztották, és ekkor a szenátusi republikánus frakció harmadik legmagasabb rangú tagja lett. 2006-ban azonban megsemmisítő vereséget szenvedett a demokrata Bob Caseyvel szemben.

## Nézetei
Santorum erősen konzervatív politikai nézeteket vall. Élesen ellenzi a terhességmegszakítást és az eutanáziát, támogatja a szexuális önmegtartóztatást és azt, hogy az iskolákban az evolúció mellett vagy helyett az intelligens tervezést is oktassák. Elítéli a homoszexualitást, és ellenzi az azonos neműek házasságkötését.

## Google-bomba
Rick Santorum 2003. április 7-én interjút adott az Associated Press hírügynökségnek. A beszélgetés során a szenátor hangot adott annak a nézetének, hogy a házasság fogalma hagyományosan nem foglalja magába a homoszexuális kapcsolatokat, és az utóbbit a felnőtteknek gyermekekkel vagy kutyákkal való szexuális kapcsolatához hasonlította.
Az interjúval Santorum kivívta az amerikai meleg közösség ellenszenvét, és Dan Savage melegjogi aktivista a The New York Timesban felhívást tett közzé, hogy Santorum nevét egy Google-bomba segítségével hozzák összefüggésbe valamilyen szexuális aktussal. Savage 2003 júniusában létrehozta a spreadingsantorum.com Archiválva 2009. október 5-i dátummal a Wayback Machine-ben és a santorum.com honlapokat, amik a latinos anyagnévnek hangzó santorum szó jelentését „az anális szex melléktermékeként, a fekália és a síkosító szer keveredéséből időnként keletkező habos anyag” szavakkal határozta meg. Santorum nevéről azután annyian hoztak létre linket a Savage által létrehozott oldalakra, hogy idővel a Google internetes keresőben a „Santorum” keresőszóra való első számú találat lett a Savage által létrehozott weboldal.

## Elnökválasztási kampány
Rick Santorum indult a 2012-es elnökválasztás republikánus jelöltségéért, de nem járt sikerrel. 